# Axel Breidahls Lotterigevinst
Axel Breidahls Lotterigevinst er en dansk stum komediefilm fra 1913 produceret af Nordisk Films Kompagni og instrueret af Axel Breidahl, der også medvirker i en af filmens hovedroller. 
Filmen havde dansk premiere den 21. september 1913 og blev i tysktalende lande distribueret som Der Lotteriegewinn! og i fransktalende lande som Un lot gagné à la loterie industrielle. 
Nordisk Film betegnede filmen som Lotterigevinsten. Det Danske Filminstitut har i sin filmdatabase registreret en filmen under registreringsnummer 36051 med titlen Lotterigevinsten, og har under dette registreringsnummer samlet kildemateriale, der - bortset fra det engelsksprogede materiale - er identisk med kildematerialet for Axel Breidahls Lotterigevinst.

## Handling
Et ungt par, der går fra hinanden som uvenner umiddelbart efter at have købt en lodseddel, som de har delt. Parret vinder herefter en barnevogn, og efter forviklinger forsoner parret sig.

## Medvirkende
- Axel Breidahl som Axel Breidahl
- Olivia Norrie som	Lotte
- Ingeborg Bruhn-Bertelsen
- Aage Henvig